# 최인호 (야구 선수)
최인호(2000년 1월 30일 ~ )는 KBO 리그 한화 이글스의 외야수이다.

## 한화 이글스시절
2020년에 입단하였다. 2020년 6월 9일 롯데전에서 데뷔 첫 경기를 치렀고, 경기에서 5타수 2안타를 기록했다.

## 상무 야구단시절
2022년에 입단하였다.

## 한화 이글스복귀
2023년에 복귀하였다.
2025년 5월 13일 대전한화생명볼파크에서 한화 이글스는 두산 베어스와의 경기에서 9회말까지 1-3으로 뒤지고 있었다. 2사 1루, 타석에 선 최인호는 풀카운트까지 가는 끈질긴 승부를 펼친 끝에 몬스터월을 넘기는 동점 투런 홈런을 기록했다. 그의 시즌 첫 홈런이자 이 경기의 분위기를 바꿔놓는 결정적 한 방이었다. 이 홈런으로 경기장 분위기는 극적으로 반전됐고 팬들은 13연승의 꿈에 다시 불을 지폈다. 하지만 연장 11회에 한화 이글스는 역전을 허용하며 패배했고 최인호의 홈런은 끝내기 홈런이 아닌 동점의 발판으로만 남게 되었다.

## 출신 학교
- 송정동초등학교
- 광주동성중학교
- 포항제철고등학교

## 통산 기록
| 연도 | 팀명  | 타율  | 경기 | 타수 | 득점 | 안타 | 2루타 | 3루타 | 홈런 | 루타 | 타점 | 도루 | 도실 | 볼넷 | 사구 | 삼진 | 병살 | 실책 |
| ---- | ----- | ----- | ---- | ---- | ---- | ---- | ----- | ----- | ---- | ---- | ---- | ---- | ---- | ---- | ---- | ---- | ---- | ---- |
| 2020 | 한화  | 0.236 | 47   | 127  | 8    | 30   | 0     | 0     | 0    | 30   | 8    | 0    | 0    | 4    | 1    | 34   | 3    | 0    |
| 2021 | 한화  | 0.206 | 49   | 136  | 17   | 28   | 6     | 0     | 4    | 46   | 23   | 2    | 1    | 24   | 2    | 43   | 1    | 0    |
| 2023 | 한화  | 0.298 | 41   | 131  | 23   | 39   | 5     | 3     | 2    | 56   | 11   | 1    | 0    | 10   | 4    | 22   | 2    | 1    |
| 2024 | 한화  | 0.286 | 82   | 210  | 37   | 60   | 13    | 2     | 2    | 83   | 22   | 3    | 0    | 25   | 3    | 31   | 3    | 2    |
| 통산 | 4시즌 | 0.260 | 219  | 604  | 85   | 157  | 24    | 5     | 8    | 215  | 64   | 6    | 1    | 63   | 10   | 130  | 9    | 3    |